# 布里顿·约翰逊
布里顿·韦弗·约翰逊（英語：Britton Weaver Johnsen，1979年7月8日—），美国NBA联盟前职业篮球运动员。